# Mihailo Petrović (cầu thủ bóng đá)
Mihailo Petrović (sinh ngày 18 tháng 10 năm 1957) là một cầu thủ bóng đá người Serbia.

## Đội tuyển bóng đá quốc gia Serbia
Mihailo Petrović thi đấu cho đội tuyển bóng đá quốc gia Nam Tư từ năm 1980.

## Thống kê sự nghiệp
| Đội tuyển bóng đá Nam Tư | Đội tuyển bóng đá Nam Tư | Đội tuyển bóng đá Nam Tư |
| Năm                      | Trận                     | Bàn                      |
| ------------------------ | ------------------------ | ------------------------ |
| 1980                     | 1                        | 0                        |
| Tổng cộng                | 1                        | 0                        |